# Humanist International
Humanists International, también conocida como la Unión Internacional Humanista y Ética (o IHEU, por las siglas de International Humanist and Ethical Union), es una organización paraguas que abarca, a nivel internacional, organizaciones humanistas, ateístas, racionalistas, secularistas, escépticas, librepensadoras y de cultura ética. Tiene una estrecha relación con la Federación Humanista Europea.
Fundada en Ámsterdam en 1952, la IHEU es una unión democrática de más de cien organizaciones miembros en 40 países. Julian Huxley (el que fue primer director de la UNESCO) preside en la actualidad la asociación hasta el próximo congreso a celebrar en Oxford, Reino Unido en 2014.
En 2002, la asamblea general de la IHEU adoptó la llamada Declaración de Ámsterdam, que representa la postura oficial del humanismo secular a escala mundial. El símbolo oficial es el "ser humano feliz" (Happy Human).

## Premios

### Humanista internacional
El premio humanista internacional reconoce la labor de una persona por el progreso y defensa del humanismo:
- 1970: Barry Commoner (USA), profesor medioambientalista
- 1974: Harold John Blackham (UK), miembro fundador y secretario de la IHEU (1952-1966)
- 1978: Vithal Mahadeo Tarkunde (India), juez retirado de la corte suprema India
- 1982: Kurt Partzsch (Alemania), exministro de asuntos sociales
- 1986: Arnold Clausse (Bélgica), profesor emérito
- 1986: El Atheist Centre (India)
- 1988: Andrei Sakharov (URSS), físico nuclear, desarrollador la bomba de hidrógeno y premio Nobel de la paz
- 1990: Alexander Dubcek (Checoslovaquia), líder en la Primavera de Praga en 1968
- 1992: Pieter Admiraal (Holanda), anestesista que aboga por la eutanasia
- 1999: Paul Kurtz (USA), escritor y fundador del Committee for Skeptical Inquiry
- 2002: Amartya Sen (India), economista, profesora y teórica social
- 2005: Jean-Claude Pecker (Francia), astrónomo
- 2008: Philip Pullman (UK), escritor de literatura infantil
- 2011: Sophie in 't Veld, (Holanda) vicepresidente del comité para las libertades civiles del Parlamento Europeo
- 2012: Vida Ognjenović (Serbia), director de teatro, escritor y diplomático

### Distinguished Service to Humanism
El Distinguished Service to Humanism reconoce las contribuciones de humanistas a la organización del humanismo mundial
- 1998: Corliss Lamont; Indumati Parikh; Mathilde Krim
- 1990: Jean Jacques Amy
- 1992: Indumati Parikh; Vern Bullough; Nettie Klein
- 1996: Jim Herrick; James Dilloway
- 1999: Abe Solomon; Paul Postma
- 2002: Phil Ward
- 2005: Barbara Smoker; Marius Dées de Stério
- 2007: Keith Porteous Wood
- 2008: Roy W Brown
- 2011: V B Rawat (India); Narendra Nayak (India); David Pollock (UK)

### Otros premios
- 1978: Premio especial por el servicio al humanismo mundial: Harold John Blackham; Jaap van Praag; Sidney Scheuer {tesorero de la asociación entre  1952 y 1987)
- 1988: Humanista laureado: Betty Friedan; Herbert Hauptman; Steve Allen
- 1988: Humanista del año: Henry Morgenthaler
- 1992: Premio Derechos Humanos: Elena Bonner
- 1996: Humanistas: Shulamit Aloni; Taslima Nasrin; Xiao Xuehui
- 2009: Por el trabajo promocionando la razón y la ciencia (con la British Humanist Association): Richard Dawkins
- 2011: Humanistas nórdicos, premio arcoiris: George Thindwa (Malawi)